# Dieudonné (Oise)
Dieudonné (habitualment anomenat Dieudonne) és un municipi francès, situat al departament de l'Oise i a la regió dels Alts de França. L'any 2007 tenia 848 habitants.

## Demografia

### Població
El 2007 la població de fet de Dieudonné era de 848 persones. Hi havia 278 famílies de les quals 36 eren unipersonals (24 homes vivint sols i 12 dones vivint soles), 59 parelles sense fills, 151 parelles amb fills i 32 famílies monoparentals amb fills.
La població ha evolucionat segons el següent gràfic:
Habitants censats

### Habitatges
El 2007 hi havia 302 habitatges, 286 eren l'habitatge principal de la família, 13 eren segones residències i 3 estaven desocupats. 298 eren cases i 1 era un apartament. Dels 286 habitatges principals, 268 estaven ocupats pels seus propietaris, 13 estaven llogats i ocupats pels llogaters i 6 estaven cedits a títol gratuït; 2 tenien una cambra, 9 en tenien dues, 16 en tenien tres, 60 en tenien quatre i 199 en tenien cinc o més. 247 habitatges disposaven pel capbaix d'una plaça de pàrquing. A 101 habitatges hi havia un automòbil i a 174 n'hi havia dos o més.

### Piràmide de població
La piràmide de població per edats i sexe el 2009 era:
| Homes | Edats   | Dones |
| ----- | ------- | ----- |
| 0     | 95 o +  | 0     |
| 0     | 90 a 94 | 0     |
| 0     | 85 a 89 | 0     |
| 0     | 80 a 84 | 4     |
| 0     | 75 a 79 | 4     |
| 12    | 70 a 74 | 8     |
| 4     | 65 a 69 | 4     |
| 20    | 60 a 64 | 12    |
| 36    | 55 a 59 | 28    |
| 44    | 50 a 54 | 36    |
| 52    | 45 a 49 | 48    |
| 20    | 40 a 44 | 32    |
| 44    | 35 a 39 | 48    |
| 32    | 30 a 34 | 16    |
| 12    | 25 a 29 | 12    |
| 24    | 20 a 24 | 16    |
| 32    | 15 a 19 | 36    |
| 52    | 10 a 14 | 28    |
| 44    | 5 a 9   | 20    |
| 20    | 0 a 4   | 28    |

## Economia
El 2007 la població en edat de treballar era de 606 persones, 465 eren actives i 141 eren inactives. De les 465 persones actives 431 estaven ocupades (244 homes i 187 dones) i 34 estaven aturades (16 homes i 18 dones). De les 141 persones inactives 41 estaven jubilades, 52 estaven estudiant i 48 estaven classificades com a «altres inactius».

### Ingressos
El 2009 a Dieudonné hi havia 287 unitats fiscals que integraven 858,5 persones, la mediana anual d'ingressos fiscals per persona era de 23.290 €.

### Activitats econòmiques
Dels 20 establiments que hi havia el 2007, 1 era d'una empresa de fabricació de material elèctric, 4 d'empreses de construcció, 5 d'empreses de comerç i reparació d'automòbils, 4 d'empreses d'informació i comunicació, 1 d'una empresa financera, 3 d'empreses de serveis, 1 d'una entitat de l'administració pública i 1 d'una empresa classificada com a «altres activitats de serveis».
Dels 5 establiments de servei als particulars que hi havia el 2009, 3 eren paletes, 1 guixaire pintor i 1 lampisteria.
L'any 2000 a Dieudonné hi havia 4 explotacions agrícoles.

## Equipaments sanitaris i escolars
El 2009 hi havia una escola elemental.

## Poblacions més properes
El següent diagrama mostra les poblacions més properes.